# Manning (Austria)
Manning – gmina w Austrii, w kraju związkowym Górna Austria, w powiecie Vöcklabruck. 1 stycznia 2015 liczyła 825 mieszkańców.